# 胆矾
膽礬（英語：Chalcanthite），又称石膽，是一種藍綠色的水溶性含銅硫酸鹽礦物。它通常存在於銅礦床的晚期氧化區，由於其易溶解性，在乾旱地區更為常見。
胆矾是一种水合物，是一组水合硫酸盐中最常见的成员，即胆矾族。这些硫酸盐在化学成分上与胆矾相同，如铁组成水绿矾或镁组成水镁矾。

## 用途

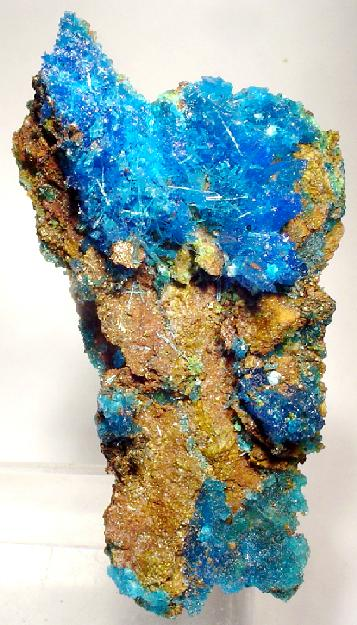
来自亚利桑那州圣克鲁斯县华盛顿营地的褐铁矿上的胆矾（尺寸：5.5x2.9x1.5cm）

由于胆矾是一种含铜矿物，它可以用作铜的矿石。然而，它在水中的易溶性意味着它倾向于在更潮湿地区的任何矿山表面上结晶、溶解和重结晶为结壳。因此，仅在干旱地区就发现了足够大量用作矿石的胆矾。
其次，胆矾由于其丰富的色彩和美丽的晶体，是一种备受追捧的收藏矿物。

## 伴生矿物
由于胆矾在氧化铜矿床中发现，它经常与其他铜矿物一起被发现。经常伴生的矿物包括：
- 方解石及其同质异形体霞石（CaCO
3）
- 水胆矾（Cu
4(SO
4)(OH)
6）
- 黄铜矿（CuFeS
2）
- 孔雀石（Cu
2(CO
3)(OH)
2）
- 水绿矾（FeSO
4 · 7H2O）

## 注意事项
胆矾的蓝色是其最显着的特征之一，但识别性不足。其他有用的测试包括相关矿物、晶体习性、溶解度和蓝色水溶液。胆矾溶于水后会将材料染成蓝色，并具有特殊的甜味和金属味，但食用会导致危险的铜中毒。

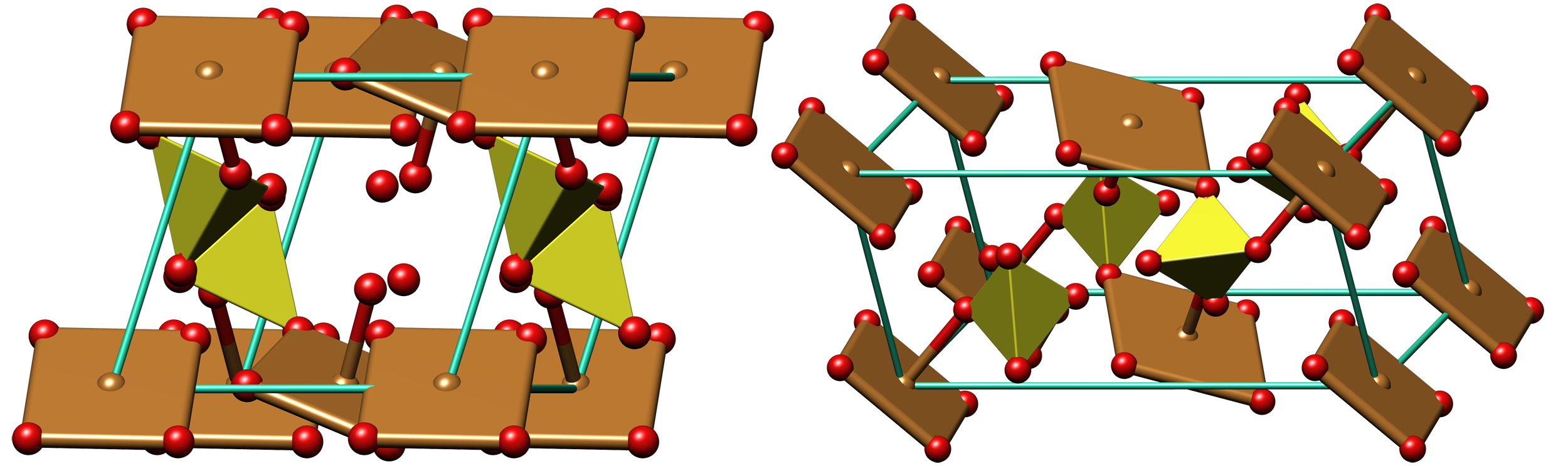
胆矾的晶体结构
颜色代码：铜，Cu：棕色，硫，S：橄榄色，氧，O：红色，晶胞：青色

## 外部連結
- Mineral Galleries